# Вазисубани (Гурджанский муниципалитет)
Вазисубани (груз. ვაზისუბანი) — село в Грузии.
Находится в Гурджаанском муниципалитете края Кахетия. Высота над уровнем моря составляет 500 метров.
Население — 2862 человек (2014).
В окрестностях села находятся виноградники — поставщики виноматериала для вина сорта «Вазисубани». В советское время в селе действовал колхоз села Вазисубани Гурджаанского района, в котором трудился Герой Социалистического Труда Леван Васильевич Мтварелишвили.